# Raimundo Carreiro
Raimundo Carreiro Silva OMM • GCRB (Benedito Leite, 6 de setembro de 1948) é um servidor público e político brasileiro, ex-ministro do Tribunal de Contas da União (TCU) e atualmente embaixador do Brasil em Portugal.
Foi vereador e presidente da Câmara Municipal de São Raimundo das Mangabeiras e servidor de carreira do Senado Federal, pelo qual foi indicado para o Tribunal de Contas da União em 2007, aposentando-se em 2022.

## Biografia
Formou-se em direito pelo Centro de Ensino Unificado de Brasília (UniCEUB), em 1981. Foi funcionário público do Senado a partir de 1968, tendo exercido os cargos de auxiliar de pesquisa, assistente legislativo, técnico em legislação e orçamento, e analista legislativo, no qual se aposentou em 2007, tendo também ocupado a função de secretário-geral da Mesa do Senado desde 1995, nomeado por José Sarney.
Foi, também, vice-presidente do Conselho Executivo da Agência Nacional de Telecomunicações (Anatel), vereador de São Raimundo das Mangabeiras entre 1990 e 1992, e advogado.
Em 1999, Carreiro foi admitido pelo presidente Fernando Henrique Cardoso à Ordem do Mérito Militar no grau de Oficial especial.
Quando da aposentadoria do ministro Iram Saraiva do Tribunal de Contas da União, coube ao Senado indicar o substituto. Carreiro foi escolhido por unanimidade, sendo, inclusive, dispensada a sabatina.
Foi vice-presidente do TCU no biênio 2015-2016 e presidente no biênio 2017-2018.
Em novembro de 2021, foi divulgada informação de que o presidente Jair Bolsonaro indicaria no mesmo mês Raimundo Carreiro para o cargo de embaixador do Brasil em Portugal, em substituição a Carlos Alberto Simas Magalhães.
Após a aprovação de seu nome pelo Senado para a embaixada em Portugal, em dezembro de 2021, Carreiro aposentou-se do cargo de ministro do Tribunal de Contas de União em 1 de fevereiro de 2022, sendo sucedido por Antonio Anastasia.